# 阿图阿
阿图阿（Atua）是萨摩亚的一个政治区（itūmālō），位于乌波卢岛东部。面积479平方公里，人口21,168人（2001年统计）。该区行政中心位于卢菲卢菲。
该区西邻图阿马萨加区。萨摩亚最高峰位于该区。